# Rocco Zikarsky
Rocco Zikarsky, né le 11 juillet 2006 sur la Sunshine Coast en Australie, est un joueur australien de basket-ball évoluant au poste de pivot et mesurant 2,21 m.

## Biographie
Le 25 juin 2025, il est sélectionné par la franchise des Bulls de Chicago en 45e position de la draft 2025 de la NBA.
Début juillet 2025, il signe un contrat two-way avec les Timberwolves du Minnesota.